# 嵊泗県
嵊泗県（しょうし-けん）は中華人民共和国浙江省に位置する省直轄の県であり、しばらくの間、舟山市の代理管轄下に置かれている。
杭州湾から東シナ海に出たところにある舟山群島の一部、嵊泗列島で形成されている。
小洋山という島を埋め立てて建設された洋山深水港というコンテナ港があり、上海市との間に東海大橋という長さ30キロメートルを超える長大橋が架かっている。

洋山深水港の風景

## 行政区画
- 鎮：菜園鎮、嵊山鎮、洋山鎮
- 郷：五竜郷、黄竜郷、枸杞郷、花鳥郷